# Émile Vandervelde

Émile Vandervelde, född 25 januari 1866 i Ixelles, död 27 december 1938 i Ixelles, var en belgisk socialistisk politiker. Han studerade juridik vid Université Libre de Bruxelles tog sin doktorsexamen 1885.
Vid brytningen i arbetarrörelsen 1914 ställde Vandervelde helt upp på Karl Kautskys reformistiska linje. Han skrev en bok med titeln Socialismen mot staten som mottogs med häftig kritik från Vladimir Lenin. Lenin författade en bilaga till sin bok Den proletära revolutionen och renegaten Kautsky som helt ägnades åt Vanderveldes bok. Lenin avslutar med orden: "Kälkborgerlig eklekticism mot marxismen, sofisteri mot dialektiken, småborgerlig reformism mot den proletära revolutionen - det skulle bättre ha passat som titel på Vanderveldes bok."